# Miramont-de-Guyenne

Miramont-de-Guyenne este o comună în departamentul Lot-et-Garonne din sud-vestul Franței. În 2009 avea o populație de 3.214 de locuitori.

## Evoluția populației
| An        | 1975  | 1982  | 1990  | 1999  | 2006  | 2009  |
| --------- | ----- | ----- | ----- | ----- | ----- | ----- |
| Populație | 3.964 | 3.692 | 3.450 | 3.360 | 3.241 | 3.214 |